# World Climate Report

Le World Climate Report, est un bulletin d'information édité par Patrick Michaels et produite par la Greening Earth Society, une organisation à but non lucratif créée par la Western Fuels Association. 

## Historique
Les premières éditions étaient sur papier ; il a ensuite été transféré sur un format exclusivement Web, après avoir cessé de paraître sur support physique en 2002. Il existe toujours sous forme de blog sur www.worldclimatereport.com, bien que le site Web n'ait pas été mis à jour depuis la fin de l'année 2012.

## Contenu
Ce bulletin présente une vision sceptique du changement climatique mondial d'origine anthropique, ou le décrit comme alarmiste. Cependant, il ne rejette pas les concepts de changement climatique global ou d'effet de serre,, afin d'essayer de se donner une image équilibrée et scientifique. 
Le WCR dit de lui-même: 

« World Climate Report, une réponse concise, percutante et scientifiquement correcte aux rapports sur les changements globaux qui retiennent l'attention de la littérature et de la presse populaire. En tant que principale publication du pays dans ce domaine, le World Climate Report fait l'objet de recherches exhaustives, d'une référence irréprochable et toujours d'actualité. Ce bulletin d'information bihebdomadaire populaire souligne les faiblesses et les erreurs fallacieuses de la science présentée comme une "preuve" d'un réchauffement désastreux. C'est l'antidote idéal contre ceux qui plaident en faveur de propositions de modifications du Traité de Rio sur le climat, comme le protocole de Kyoto, qui visent à limiter les émissions de carbone des États-Unis ... Le World Climate Report est devenu la source définitive et incontournable de ce qui est désormais appelé «scepticisme traditionnel». »